# Дионисий II Берски и Негушки
Дионисий (на гръцки: Διονύσιος, Дионисиос) е гръцки духовник, митрополит на Цариградската патриаршия.

## Биография
Роден е на остров Лерос. Служи като протосингел на Ефеската митрополия. В Ефес работи върхи труд, публикуван през януари 1824 година относно икономическите въпроси на Вселенската патриаршия. Избран е за митрополит на Драмската епархия през септември 1824 година, след като митрополит Никодим е повишен в митрополит на Бурса. Дионисий е драмски митрополит до май 1831 година.
На 4 май 1831 година е избран за берски и негушки митрополит. Хиротонията се провежда няколко месеца по-късно – на 25 май, а реално встъпва в длъжност на 20 септември същата година.
Дионисий полага услия за възстановяването на град Негуш, сериозно пострадал след Негушкото въстание в 1822 година, като първоначално поддържа отлични отношения с общината в съвместната им работа. След това репутацията на Дионисий пострадва от няколко неприятни инцидента. Така при случаи на неподчинение на християнското население в епархията му, Дионисий се обръща за помощ към султана.
Остава берски митрополит до март 1848 година. През последните си години като митрополит здравето на Дионисий се влошава и е свален от поста си на основание заболяване.
Умира около 18850 година.